# Матазапера
Матазапе́ра (кат. Matadepera) - муніципалітет, розташований в Автономній області Каталонія, в Іспанії. Код муніципалітету за номенклатурою Інституту статистики Каталонії - 81206. Знаходиться у районі (кумарці) Бальєс-Уксідантал (коди району - 40 та VC) провінції Барселона, згідно з новою адміністративною реформою перебуватиме у складі Баґарії (округи) Барселона. 

## Населення
Населення міста (у 2007 р.) становить 8.266 осіб (з них менше 14 років - 21,2%, від 15 до 64 - 67,5%, понад 65 років - 11,2%). У 2006 р. народжуваність склала 74 особи, смертність - 37 осіб, зареєстровано 17 шлюбів. У 2001 р. активне населення становило 3.502 особи, з них безробітних - 232 особи.

Серед осіб, які проживали на території міста у 2001 р., 6.363 народилися в Каталонії (з них 4.685 осіб у тому самому районі, або кумарці), 632 особи приїхали з інших областей Іспанії, а 195 осіб приїхало з-за кордону. 

Університетську освіту має 30,2% усього населення. 

У 2001 р. нараховувалося 2.076 домогосподарств (з них 9,7% складалися з однієї особи, 18,5% з двох осіб,22,3% з 3 осіб, 29,5% з 4 осіб, 12,9% з 5 осіб, 4,9% з 6 осіб, 1,3% з 7 осіб, 0,7% з 8 осіб і 0,2% з 9 і більше осіб).

Активне населення міста у 2001 р. працювало у таких сферах діяльності : у сільському господарстві - 0,9%, у промисловості - 23%, на будівництві - 6,3% і у сфері обслуговування - 69,8%. 

 У муніципалітеті або у власному районі (кумарці) працює 1.388 осіб, поза районом - 2.597 осіб.

### Доходи населення
У 2002 р. доходи населення розподілялися таким чином :
| \| Доходи населення за статтями доходів \| Доходи населення за статтями доходів \| Доходи населення за статтями доходів \| \| Рік \| 2002 р. \| 2001 р. \| \| ------------------------------------ \| ------------------------------------ \| ------------------------------------ \| \| Заробітна платня \| 48,1% \| 48,7% \| \| Доходи від ведення бізнесу \| 46,7% \| 46,3% \| \| Соціальна допомога \| 5,2% \| 4,9% \| |         |         |
| Доходи населення за статтями доходів |         |         |
| Рік | 2002 р. | 2001 р. |
| Заробітна платня | 48,1%   | 48,7%   |
| Доходи від ведення бізнесу | 46,7%   | 46,3%   |
| Соціальна допомога | 5,2%    | 4,9%    |

### Безробіття
У 2007 р. нараховувалося 160 безробітних (у 2006 р. - 156 безробітних), з них чоловіки становили 45,6%, а жінки - 54,4%.

## Економіка
У 1996 р. валовий внутрішній продукт розподілявся по сферах діяльності таким чином :
| \| Валовий внутрішній продукт \| Валовий внутрішній продукт \| Валовий внутрішній продукт \| \| Рік \| 1996 р. \| 1991 р. \| \| -------------------------- \| -------------------------- \| -------------------------- \| \| Сільське господарство \| 1,4% \| 4,3% \| \| Промисловість \| 10,4% \| 9,9% \| \| Будівництво \| 7,5% \| 5,9% \| \| Послуги \| 80,6% \| 79,9% \| |         |         |
| Валовий внутрішній продукт |         |         |
| Рік | 1996 р. | 1991 р. |
| Сільське господарство | 1,4%    | 4,3%    |
| Промисловість | 10,4%   | 9,9%    |
| Будівництво | 7,5%    | 5,9%    |
| Послуги | 80,6%   | 79,9%   |

### Підприємства міста

#### Промислові підприємства
| \| Промислові підприємства міста, за сферою діяльності \| Промислові підприємства міста, за сферою діяльності \| Промислові підприємства міста, за сферою діяльності \| \| Рік \| 2002 р. \| 2001 р. \| \| --------------------------------------------------- \| --------------------------------------------------- \| --------------------------------------------------- \| \| Енергетичні та водні ресурси \| 7,1% \| 6,2% \| \| Хімія та метали \| 0% \| 0% \| \| Переробка металів \| 28,6% \| 25% \| \| Продукти харчування \| 0% \| 6,2% \| \| Текстиль \| 28,6% \| 31,2% \| \| Виробництво меблів, видання \| 28,6% \| 25% \| \| Інше \| 7,1% \| 6,2% \| \| Усього підприємств \| 14 \| 16 \| |         |         |
| Промислові підприємства міста, за сферою діяльності |         |         |
| Рік | 2002 р. | 2001 р. |
| Енергетичні та водні ресурси | 7,1%    | 6,2%    |
| Хімія та метали | 0%      | 0%      |
| Переробка металів | 28,6%   | 25%     |
| Продукти харчування | 0%      | 6,2%    |
| Текстиль | 28,6%   | 31,2%   |
| Виробництво меблів, видання | 28,6%   | 25%     |
| Інше | 7,1%    | 6,2%    |
| Усього підприємств | 14      | 16      |

#### Роздрібна торгівля
| \| Підприємства роздрібної торгівлі міста, за сферою діяльності \| Підприємства роздрібної торгівлі міста, за сферою діяльності \| Підприємства роздрібної торгівлі міста, за сферою діяльності \| \| Рік \| 2002 р. \| 2001 р. \| \| ------------------------------------------------------------ \| ------------------------------------------------------------ \| ------------------------------------------------------------ \| \| Продукти харчування \| 30,6% \| 32,6% \| \| Одяг та взуття \| 16,3% \| 14% \| \| Товари для дому \| 6,1% \| 9,3% \| \| Книги та періодичні видання \| 4,1% \| 4,7% \| \| Промислова хімічна продукція \| 10,2% \| 9,3% \| \| Продукція, пов'язана з транспортними засобами \| 8,2% \| 9,3% \| \| Інше \| 24,5% \| 20,9% \| \| Усього підприємств \| 49 \| 43 \| |         |         |
| Підприємства роздрібної торгівлі міста, за сферою діяльності |         |         |
| Рік | 2002 р. | 2001 р. |
| Продукти харчування | 30,6%   | 32,6%   |
| Одяг та взуття | 16,3%   | 14%     |
| Товари для дому | 6,1%    | 9,3%    |
| Книги та періодичні видання | 4,1%    | 4,7%    |
| Промислова хімічна продукція | 10,2%   | 9,3%    |
| Продукція, пов'язана з транспортними засобами | 8,2%    | 9,3%    |
| Інше | 24,5%   | 20,9%   |
| Усього підприємств | 49      | 43      |

#### Сфера послуг
| \| Підприємства міста, що працюють у сфері послуг, за діяльністю \| Підприємства міста, що працюють у сфері послуг, за діяльністю \| Підприємства міста, що працюють у сфері послуг, за діяльністю \| \| Рік \| 2002 р. \| 2001 р. \| \| ------------------------------------------------------------- \| ------------------------------------------------------------- \| ------------------------------------------------------------- \| \| Гуртова торгівля \| 13,9% \| 12,7% \| \| Готелі та готельний бізнес \| 10,7% \| 12,1% \| \| Транспорт та зв'язок \| 2,7% \| 2,3% \| \| Посередницькі фінансові послуги \| 1,6% \| 1,7% \| \| Послуги підприємствам \| 18,2% \| 19,7% \| \| Послуги фізичним особам \| 24,1% \| 23,7% \| \| Нерухомість та ін. \| 28,9% \| 27,7% \| \| Усього підприємств \| 187 \| 173 \| |         |         |
| Підприємства міста, що працюють у сфері послуг, за діяльністю |         |         |
| Рік | 2002 р. | 2001 р. |
| Гуртова торгівля | 13,9%   | 12,7%   |
| Готелі та готельний бізнес | 10,7%   | 12,1%   |
| Транспорт та зв'язок | 2,7%    | 2,3%    |
| Посередницькі фінансові послуги | 1,6%    | 1,7%    |
| Послуги підприємствам | 18,2%   | 19,7%   |
| Послуги фізичним особам | 24,1%   | 23,7%   |
| Нерухомість та ін. | 28,9%   | 27,7%   |
| Усього підприємств | 187     | 173     |

## Житловий фонд
У 2001 р. 1,1% усіх родин (домогосподарств) мали житло метражем до 59 м2, 10,4% - від 60 до 89 м2, 19,8% - від 90 до 119 м2 і
68,7% - понад 120 м2.

З усіх будівель у 2001 р. 36,8% було одноповерховими, 54,6% - двоповерховими, 8,5
% - триповерховими, 0,1% - чотириповерховими, 0% - п'ятиповерховими, 0% - шестиповерховими,
0% - семиповерховими, 0% - з вісьмома та більше поверхами.

## Автопарк
| \| Автомобілі, зареєстровані у місті, за призначенням \| Автомобілі, зареєстровані у місті, за призначенням \| Автомобілі, зареєстровані у місті, за призначенням \| \| Рік \| 2006 р. \| 2005 р. \| \| -------------------------------------------------- \| -------------------------------------------------- \| -------------------------------------------------- \| \| Приватні автомобілі \| 67,8% \| 69,1% \| \| Мотоцикли \| 16,3% \| 15,4% \| \| Вантажівки \| 13,5% \| 13,1% \| \| Трактори \| 0,1% \| 0,1% \| \| Автобуси та ін. \| 2,3% \| 2,3% \| \| Усього автомобілів \| 5.971 шт. \| 5.834 шт. \| |           |           |
| Автомобілі, зареєстровані у місті, за призначенням |           |           |
| Рік | 2006 р.   | 2005 р.   |
| Приватні автомобілі | 67,8%     | 69,1%     |
| Мотоцикли | 16,3%     | 15,4%     |
| Вантажівки | 13,5%     | 13,1%     |
| Трактори | 0,1%      | 0,1%      |
| Автобуси та ін. | 2,3%      | 2,3%      |
| Усього автомобілів | 5.971 шт. | 5.834 шт. |

## Вживання каталанської мови
У 2001 р. каталанську мову у місті розуміли 98,9% усього населення (у 1996 р. - 99,5%), вміли говорити нею 93,2% (у 1996 р. - 
95,8%), вміли читати 90,6% (у 1996 р. - 91,3%), вміли писати 73,5
% (у 1996 р. - 71,6%). Не розуміли каталанської мови 1,1%.

## Політичні уподобання
У виборах до Парламенту Каталонії у 2006 р. взяло участь 4.151 особа (у 2003 р. - 4.212 осіб). Голоси за політичні сили розподілилися таким чином:
| \| Вибори до Парламенту Каталонії \| Вибори до Парламенту Каталонії \| Вибори до Парламенту Каталонії \| \| Рік \| 2006 р. \| 2003 р. \| \| -------------------------------------- \| ------------------------------ \| ------------------------------ \| \| Конвергенція та Єднання (CiU) \| 58,9% \| 53,7% \| \| Соціалістична партія Каталонії (PSC) \| 6,4% \| 8,4% \| \| Народна партія (PP) \| 11,6% \| 12,5% \| \| Ініціатива за зелену Каталонію (IC) \| 4,8% \| 2,7% \| \| Республіканська лівиця Каталонії (ERC) \| 14,1% \| 22,2% \| \| Громадянська партія (C's) \| 2% \| 0% \| \| Інші \| 2,2% \| 0,5% \| |         |         |
| Вибори до Парламенту Каталонії |         |         |
| Рік | 2006 р. | 2003 р. |
| Конвергенція та Єднання (CiU) | 58,9%   | 53,7%   |
| Соціалістична партія Каталонії (PSC) | 6,4%    | 8,4%    |
| Народна партія (PP) | 11,6%   | 12,5%   |
| Ініціатива за зелену Каталонію (IC) | 4,8%    | 2,7%    |
| Республіканська лівиця Каталонії (ERC) | 14,1%   | 22,2%   |
| Громадянська партія (C's) | 2%      | 0%      |
| Інші | 2,2%    | 0,5%    |

У муніципальних виборах у 2007 р. взяло участь 3.614 осіб (у 2003 р. - 3.534 особи). Голоси за політичні сили розподілилися таким чином:
| \| Муніципальні вибори \| Муніципальні вибори \| Муніципальні вибори \| \| Рік \| 2007 р. \| 2003 р. \| \| -------------------------------------- \| ------------------- \| ------------------- \| \| Конвергенція та Єднання (CiU) \| 48% \| 30,2% \| \| Соціалістична партія Каталонії (PSC) \| 4,4% \| 9,9% \| \| Народна партія (PP) \| 15,7% \| 17,1% \| \| Ініціатива за зелену Каталонію (IC) \| 2,4% \| 0% \| \| Республіканська лівиця Каталонії (ERC) \| 25,2% \| 19,3% \| \| Громадянська партія (C's) \| 0% \| 0% \| \| Інші \| 4,2% \| 23,4% \| |         |         |
| Муніципальні вибори |         |         |
| Рік | 2007 р. | 2003 р. |
| Конвергенція та Єднання (CiU) | 48%     | 30,2%   |
| Соціалістична партія Каталонії (PSC) | 4,4%    | 9,9%    |
| Народна партія (PP) | 15,7%   | 17,1%   |
| Ініціатива за зелену Каталонію (IC) | 2,4%    | 0%      |
| Республіканська лівиця Каталонії (ERC) | 25,2%   | 19,3%   |
| Громадянська партія (C's) | 0%      | 0%      |
| Інші | 4,2%    | 23,4%   |

## Відомі особистості
В поселенні народилась:
- Аріадна Каброль (* 1982) — іспанська акторка та модель.